# Pehr Olof Grape
Pehr Olof Grape, född 1 september 1844 i Övertorneå församling, död 27 maj 1901, var en svensk präst.

## Biografi
Grape var son till handlaren Pehr Pehrsson och Maria Lampinen. Grape tog examen från Stockholms gymnasium 1865 och blev student vid Uppsala universitet samma år. Han prästvigdes i Stockholms stift 1868 och blev vice komminister i Hietaniemi församling. Han var pastor i Karl Gustavs församling 1871–1874, tillförordnad pastor i Övertorneå församling 1877, kyrkoherde i Övertorneå församling 1879 och blev folkskoleinspektör 1881. Grape blev kyrkoherde i Nedertorneå församling 1893 och tillträdde posten året därpå. Samtidigt blev han inspektor för Haparanda läroverk. Genom sitt arbete för læstadianismen blev Grape allmänt respekterad i Tornedalen.

### Familj
Grape var gift med Anna Kristina Heikel, med vilken han hade elva barn.